# Візир
Візи́р (також вези́р, вази́р, везе́р) — в мусульманських монархіях титул чиновника вищого рангу (аналог міністра), політичного або релігійного радника султана або халіфа. Титул Великий візир є приблизним відповідником європейського прем'єр-міністр. Зазвичай, великий візир очолює дорадчу раду при султані, яка виконує функції уряду.
Титул вперше з'явився в доісламській Персії, де візир був другою особою в державі після халіфа.
Везір-і азам — головний візир.
Садразам — великий візир.
Аналогічна вища державна посада (з кінця 16 ст.) в Кримському ханаті називалась «Капи-агаси» (Баг-аги).